# 2016 en Ukraine
Chronologie de l'Ukraine
- 2012
- 2013
- 2014
- 2015
- 2016
- 2017
- 2018
- 2019
- 2020

Cette page concerne les évènements survenus en 2016 en Ukraine  :

## Évènement
- Dans le cadre de l'annexion de la Crimée par la Russie en 2014,  blocus de la Crimée par l'Ukraine.
- Guerre du Donbass (Chronologie)
  - 18-23 décembre : Bataille de Svitlodarsk (en)
- Décommunisation en Ukraine
- 14 avril : Formation du gouvernement Hroïsman.
- Interdiction des livres russes en Ukraine (en)
- 11 juillet : Accord de libre-échange entre le Canada et l'Ukraine
- octobre : Fuites de Sourkov
- novembre : Mise en place finale de l'arche de Tchernobyl.
- 17 décembre : Cyberattaque Industroyer (en)

## Sport
- Championnat d'Ukraine de football de deuxième division 2015-2016
- Championnat d'Ukraine de football de deuxième division 2016-2017
- Championnat d'Ukraine de football 2015-2016
- Championnat d'Ukraine de football 2016-2017
- Coupe d'Ukraine de football 2015-2016
- Coupe d'Ukraine de football 2016-2017
- Supercoupe d'Ukraine de football 2016

## Culture
- 21 février : Participation de l'Ukraine au Concours Eurovision de la chanson.

### Sortie de film
- Dixie Land
- Le Nid de la tourterelle
- La Robe bleue
- Serviteur du peuple 2

## Création
- Centres de détention secrets du SBU (en)

## Dissolution
- BC Dynamo Kyiv (en)
- FC Dynamo-2 Kyiv (en)
- FC Lokomotyv Kupyansk (en)
- Fidobank (en)

## Décès
- Arsen Pavlov